# La ferme se rebelle
Série Classiques d'animation Disney
Frère des ours
(2003) Chicken Little
(2005)
Pour plus de détails, voir Fiche technique et Distribution.
La ferme se rebelle ou La Ferme de la prairie au Québec (Home on the Range) est le 88e long-métrage d'animation et le 45e « Classique d'animation » des studios Disney, sorti en 2004, et réalisé par Will Finn et John Sanford.

## Synopsis
Tout commence dans une ferme du Far-West remplie de joie et de bonheur, où vivent poules, vaches, cochons et autres animaux en harmonie. Maggie, une vache de concours que l'ancien propriétaire n'a pas les moyens de garder, est recueillie par la fermière Pearl Gasner, propriétaire de cette ferme du Coin de Paradis (Patch of Heaven). L'arrivée de la nouvelle venue est vue d'un mauvais œil par Miss Caloway, une des deux vaches de Pearl, qui trouve ses manières grossières. 
Un jour, le shérif Sam Brown vient annoncer à Pearl que la banque lui réclame les taxes en retard. Si Pearl n'a pas la somme d'argent nécessaire, la ferme et ses animaux devront être vendus aux enchères. Désespérée car n'ayant pas les moyens de payer, Pearl s'inquiète de l'avenir de ses animaux, dont elle ne peut se résoudre à se séparer d'elle-même pour rembourser ses dettes. 
Mais Maggie, qui vient déjà de perdre un foyer, refuse de perdre sa nouvelle maison et propose de se rendre à la foire de la ville pour gagner de l'argent. Elle finit par convaincre Miss Caloway et Grace, les deux autres vaches de la ferme, de l'accompagner, et les trois vaches se rendent en ville. Avec l'aide du chien du shérif et de son cheval, Buck, elles découvrent que la somme nécessaire correspond exactement à la prime demandée pour la capture d'Alameda Slim, le plus redoutable voleur de bétail du pays.  
Commence alors une course à la prime entre la brigade bovine formée par les trois vaches qui veulent sauver leur ferme, et Buck, qui rêve d'aventure et veut faire ses preuves vis-à-vis de Rico, le plus grand chasseur de primes du pays et qu'il considère comme son héros. 
Mais Alameda Slim ne se laissera pas prendre si facilement...
Quoique...

## Fiche technique
- Titre original : Home on the Range
- Titre français : La ferme se rebelle
- Titre québécois : La Ferme de la prairie
- Réalisation : Will Finn et John Sanford
- Scénario : Will Finn et John Sanford d’après une histoire originale de Michael LaBash, Robert Lence, Mark Kennedy, Will Finn, John Sanford et Sam Levine
- Musique : Alan Menken
- Production : Alice Dewey
- Société de production : Walt Disney Pictures
- Société de distribution : Buena Vista Pictures Distribution (États-Unis), Gaumont Buena Vista International (France)
- Budget : 110 000 000 USD
- Langue originale : anglais
- Durée : 76 minutes
- Dates de sortie :
  - États-Unis  et Canada : 2 avril 2004
  - France : 28 juillet 2004

## Distribution

### Voix originales
- Roseanne Barr : Maggie
- Judi Dench : Mrs. Calloway
- Jennifer Tilly : Grace
- Cuba Gooding Jr. : Buck
- Randy Quaid : Alameda Slim
- Charles Dennis : Rico
- Charles Haid : Lucky Jack
- Carole Cook : Pearl Gesner
- Joe Flaherty : Jeb
- Steve Buscemi : Mr. Wesley
- Richard Riehle : Sam le Shérif
- Lance LeGault : Junior le Bison
- Dennis Weaver : Abner
- G. W. Bailey : Rusty
- Patrick Warburton : Patrick
- Estelle Harris : Audrey
- Sam J. Levine : les frères Willie
- Will Forte : Phil Willie
- Scott Menville : Gill Willie
- Billy Crystal : Bill Willie
- Ann Richards : Annie
- Roger L. Jackson : Tommy

### Voix françaises
- Marie Vincent : Maggie
- Martine Meirhaeghe : Mme Caloway
- Claire Keim : Grace
- Anthony Kavanagh : Buck
- Jacques Frantz : Alameda Slim
- Michel Vigné : Rico
- Jean-Michel Farcy : Jack la Chance
- Denise Metmer : Pearl Gesner
- Vincent Grass : Jeb
- Serge Blumenthal : M. Wesley
- André Chaumeau : le shérif Sam Brown
- Saïd Amadis : Junior le bison
- François Siener : Rusty
- Emmanuel Curtil : Patrick
- Isabelle Leprince : Audrey
- Michel Mella : les frères Trouillards
- Romain Duris : Phil
- Philippe Lacheau : Gil
- Alexis Victor : Bill
- Véronique Augereau : Annie
- Thierry Murzeau : Abner
- Pascal Renwick : Bob
- Paul Borne : Barry
- Pierre Laurent : Larry et voix additionnelles
- Thierry Wermuth : Ollie
- Théo Gebel, Gwenaël Sommier et Théo Echelard : les cochons
- Géraldine Delacoux : la soliste

### Voix québécoises
- Johanne Léveillé : Maggie
- Élizabeth Chouvalidzé : Mme Calloway
- Lisette Dufour : Grace
- François Godin : Buck
- Jacques Lavallée : Alameda Slim
- Yves Massicotte : Shérif Sam Brown
- Johanne Garneau : Pearl Gesner
- Ghyslain Tremblay : Mr. Wesley
- Yves Corbeil : Junior
- Manuel Tadros : Rico
- Bernard Fortin : Jeb
- Isabelle Miquelon : Audrey
- Hubert Gagnon : Rusty, le chien
- Gilbert Lachance : Les Frères William
- Gabriel Lessard : Phil
- Xavier Dolan : Gil
- Sébastien Reding : Bill
- Jean-René Ouellet : Abner
- François Sasseville : Lucky Jack
- Pierre Chagnon : Bob, le taureau
- Pierre Therrien : Harry
- Alexandre Bacon : Kyle, le cochonnet #1
- François-Nicolas Dolan : Cochonnet #2
- Renaud Proulx : Cochonnet #3

## Chansons du film
- La ferme se rebelle - Chœurs
- Un petit coin de paradis au Far-West ou Un petit lopin de paradis lointain au Québec - Soliste
- Yodle-Adle-Eedle-Idle-Oo - Alameda Slim
- Le Retour du soleil d'antan - Soliste
- Un petit coin de paradis au Far-West (Reprise) - Soliste

## Autour du film
- Ce film avait été annoncé comme le dernier en 2D totalement inédit, laissant place à la 3D, mais finalement les studios Disney semblent être revenus sur leur décision avec les sorties de Mulan 2, Winnie l'ourson et L'Éfélant, Tarzan 2, Lilo et Stitch 2, Kuzco 2, Bambi 2, Frère des Ours 2, Le Sortilège de Cendrillon, Rox et Rouky 2, Le Secret de la Petite Sirène et La Princesse et la Grenouille. L'ère de la 3D a débuté en 2008, avec La Fée Clochette.